# 瑟涅河畔弗莱阿克
瑟涅河畔弗莱阿克（法語：Fléac-sur-Seugne，法語發音：[fleak syʁ sœɲ]）是法国滨海夏朗德省的一个市镇，位于该省南部，属于桑特区。

## 地理
瑟涅河畔弗莱阿克（45°32'3"N, 0°32'22"W）面积8.28 平方千米，位于法国新阿基坦大区滨海夏朗德省，该省份为法国西部滨海省份，北起旺代省，西临大西洋，南至吉倫特省，东南接多爾多涅省，东北接德塞夫勒省接壤，东临夏朗德省。
与瑟涅河畔弗莱阿克接壤的市镇（或旧市镇、城区）包括：阿维、贝吕尔、马里尼亚克、莫纳克、蓬镇、圣格雷瓜尔达代讷。

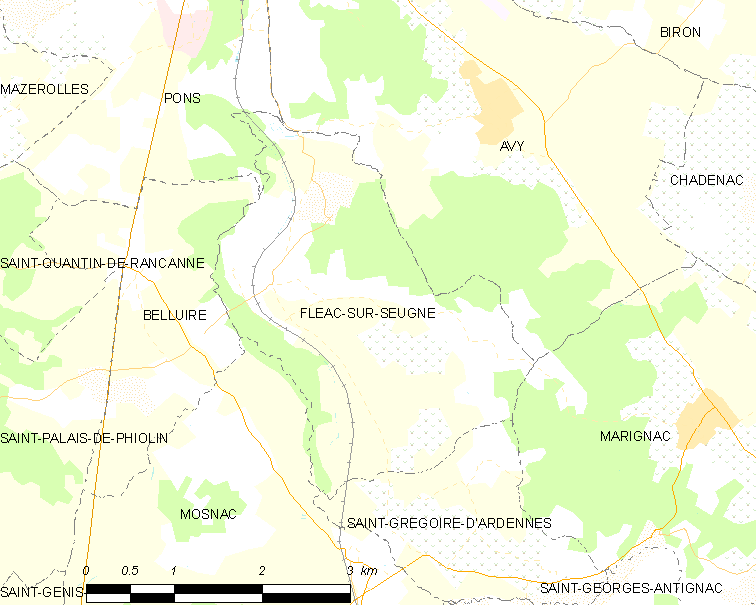
瑟涅河畔弗莱阿克的OSM定位图

瑟涅河畔弗莱阿克的时区为UTC+01:00、UTC+02:00（夏令时）。

## 行政
瑟涅河畔弗莱阿克的邮政编码为17800，INSEE市镇编码为17159。

## 政治
瑟涅河畔弗莱阿克所属的省级选区为蓬镇县。

## 人口

1962-2008年间瑟涅河畔弗莱阿克人口变化图示

瑟涅河畔弗莱阿克于2022年1月1日时的人口数量为361人。